# مارشا ستيفاني بليك
مارشا ستيفاني بليك (بالإنجليزية: Marsha Stephanie Blake)‏ هي ممثلة أمريكية، ولدت في القرن العشرين في جامايكا.

## وصلات خارجية
- مارشا ستيفاني بليك على موقع IMDb (الإنجليزية)
- مارشا ستيفاني بليك على موقع قاعدة بيانات الفيلم (الإنجليزية)